# Stanisław Schwann
Stanisław Marian Schwann (ur. 4 lipca 1912 w Czerniowcach, zm. 2 lipca 1982 w Lipsku) – historyk medycyny, profesor Wyższej Szkoły Ekonomicznej w Szczecinie i Uniwersytetu w Lipsku.

## Życiorys

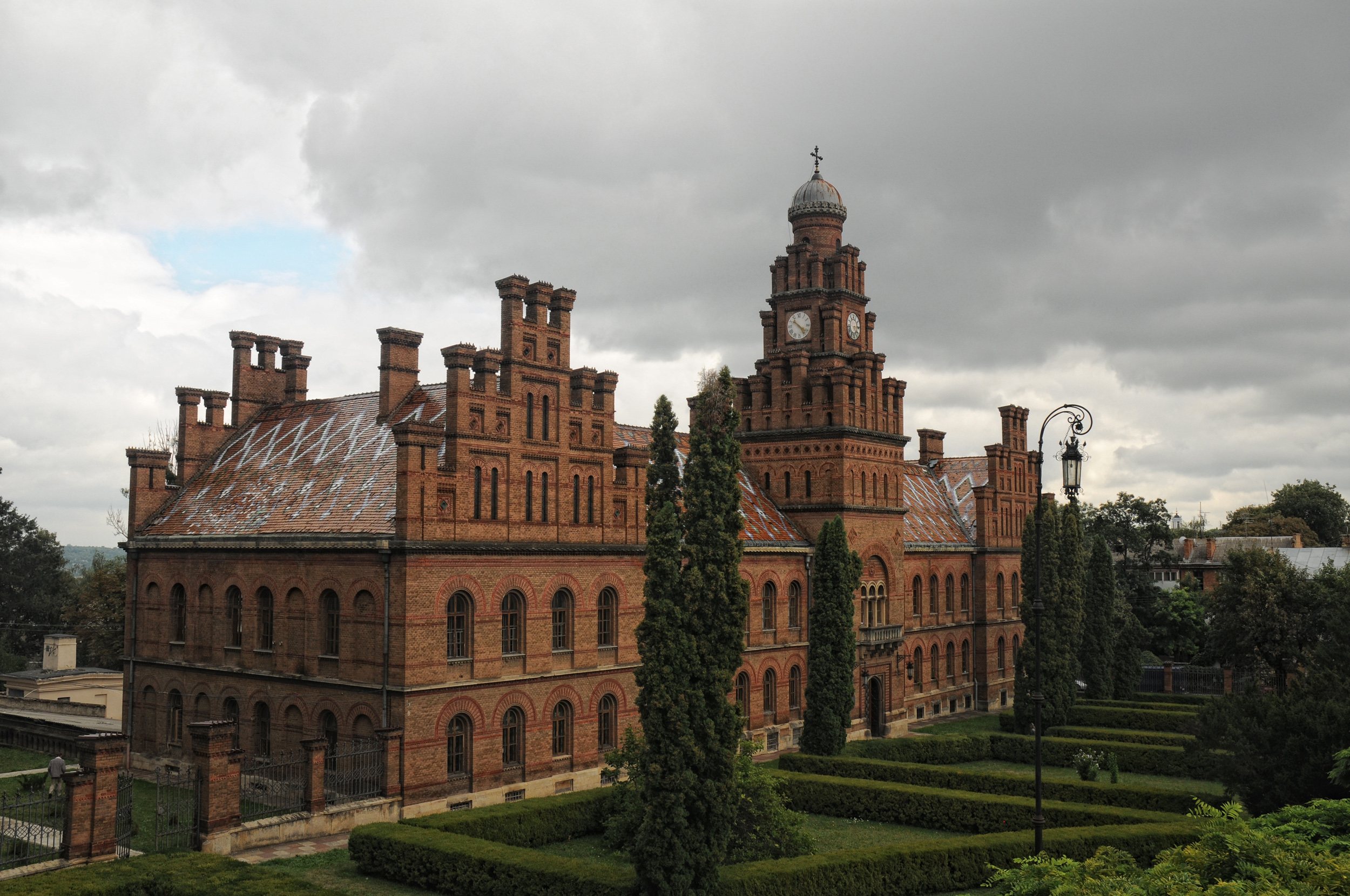
Uniwersytet w Czerniowcach

### Lata 1912–1947
Był synem Karola Swanna i Anieli z domu Nędzińskiej. Przodkowie ojca byli Niemcami, którzy zamieszkali w Polsce prawdopodobnie w XVIII w. Rodzina uległa polonizacji. Ojciec był poborcą podatkowym w Czerniowcach, gdzie Stanisław Schwann urodził się i uczęszczał do szkoły. Po uzyskaniu w roku 1929 świadectwa dojrzałości do roku 1936 studiował na Uniwersytecie w Czerniowcach. Studiował w latach: 1929–1932 prawo, 1932–1934 – ekonomię polityczną i 1934–1936 – historię i filologię klasyczną.
Wykonywał pracę doktorską na temat międzynarodowych zobowiązań Polski w zakresie ochrony mniejszości narodowych. Na podstawie rozprawy, przedstawionej w języku rumuńskim, otrzymał w roku 1936 stopień doktora prawa. W tym samym roku, dzięki uzyskaniu stypendium rządu polskiego dla Polaków z zagranicy, zaczął studia historyczne i filologiczne na Uniwersytecie Warszawskim. Ich zakończenie uniemożliwił wybuch II wojny światowej.
Wojnę spędził w Rumunii (zob. Rumunia podczas II wojny światowej) – początkowo w Czerniowcach, gdzie korzystał z pomocy swoich dawnych nauczycieli i kolegów akademickich, a następnie, od roku 1942, w Braszowie. Pracował dorywczo, nie ujawniając swojej narodowości.
Po zakończeniu wojny, w latach 1946–1947 przebywał w Warszawie i w Poznaniu.

### Lata 1948–1967 w Szczecinie
W roku 1948 Stanisław Schwann przeniósł się do Szczecina, aby włączyć się do działań grupy osób tworzących pierwszą w tym mieście uczelnię wyższą.
Uważa się, że Akademia Handlowa w Szczecinie powstała już w roku 1945. W maju tego roku do zrujnowanego i wyludnionego miasta przyjechała delegacja z Akademii Handlowej w Poznaniu (kierownik: Kazimierz Flatau). Jej zadaniem było zabezpieczenie zbiorów bibliotecznych i innych zasobów dla planowanej uczelni ekonomicznej, jednak już wtedy doszło do powołania filii uczelni poznańskiej, której działalność zainaugurowano 21 listopada 1946 roku. Pierwszym rektorem został Józef Górski, a prorektorem – Leon Babiński (1947–1948, rektor w latach 1948–1951).
Szczecińską Akademię Handlową zorganizowano w dzielnicy Pogodno, niemal niezniszczonej w czasie alianckich nalotów dywanowych (1944). Wybrano budynek przedwojennej szkoły dla głuchoniemych przy ul. Mickiewicza 66, wybudowany w latach 1913–1914 i rozbudowany w roku 1928 (współcześnie na ścianie budynku znajduje się tablica upamiętniająca utworzenie Akademii Handlowej). Komunikację z centrum miasta umożliwiał niedawno odbudowany wiadukt – Most Akademicki – nad sąsiednią linią kolejową (zob. linia kolejowa nr 406, przystanek Szczecin Pogodno).

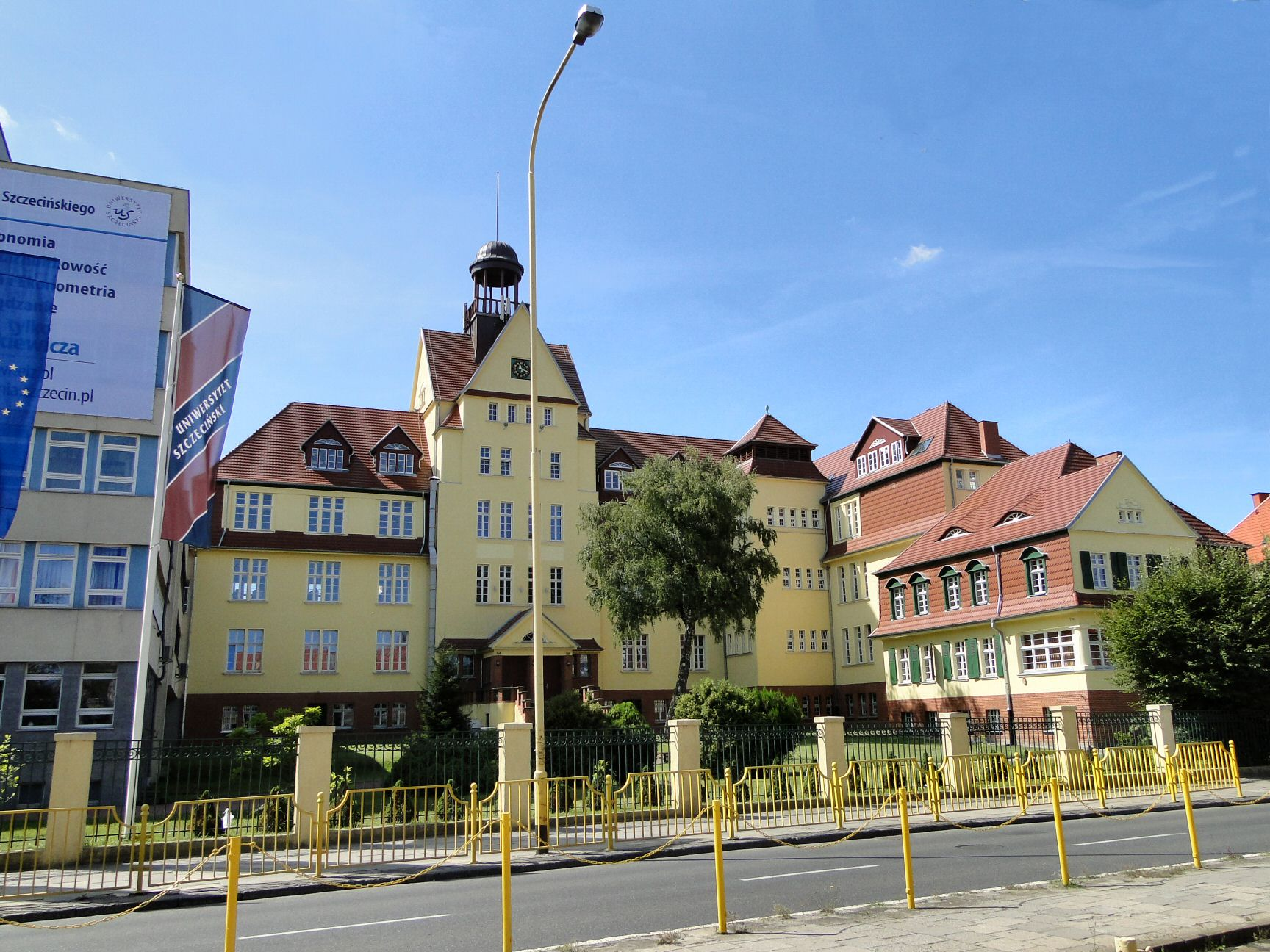
Wydział Nauk Ekonomicznych i Zarządzania Uniwersytetu Szczecińskiego (w roku 1946 – Akademia Handlowa). ul. Mickiewicza 66

Stanisław Schwann otrzymał stanowisko profesora kontraktowego szczecińskiej filii AH i, w czerwcu 1948 roku, rozpoczął zajęcia dydaktyczne – seminarium handlu zagranicznego. W następnych latach:
- 1951 – otrzymał stanowisko kierownika Katedry Finansów w samodzielnej uczelni – Wyższej Szkole Ekonomicznej (WSE), w którą w roku 1950 przekształcono filię poznańskiej Akademii Handlowej
- 1951–1953 – był dziekanem Wydziału Finansów WSE
- 1953–1955 – był prorektorem WSE ds. nauki
- 1955 – został prodziekanem Wydziału Inżynieryjno-Ekonomicznego Transportu w Politechnice Szczecińskiej, utworzonej przez połączenie WSE z Wyższą Szkołą Inżynierską (WSI).
- 1964–1966 – pełnił funkcję dziekana Wydziału Inżynieryjno-Ekonomicznego Transportu PS

Stanowisko docenta otrzymał w roku 1959, po nostryfikacji stopnia doktora w Uniwersytecie Poznańskim.
Od roku 1957 był redaktorem „Zeszytów Naukowych Politechniki Szczecińskiej” (serie: Budownictwo, Chemia, Ekonomika, Elektryka, Mechanika i Technika). W latach 1965–1967 dojeżdżał ze Szczecina do Lipska, do Uniwersytetu Karola Marksa, w którym prowadził wykłady w Instytucie Historii Medycyny i Przyrodoznawstwa im. Karola Sudhoffa jako profesor wizytujący.

### Lata 1965–1982 w Lipsku i w Jenie

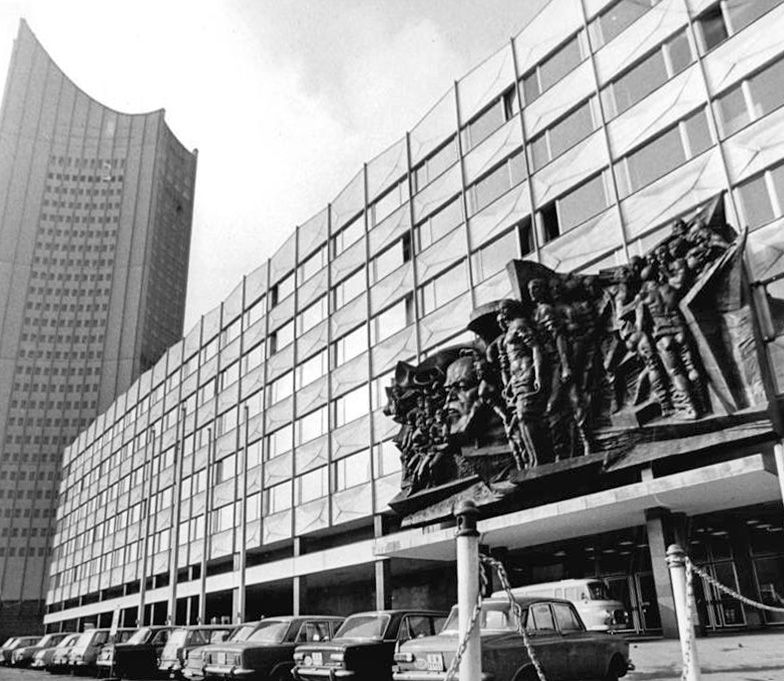
Główny budynek Karl-Marx-Universität w Lipsku (1975)

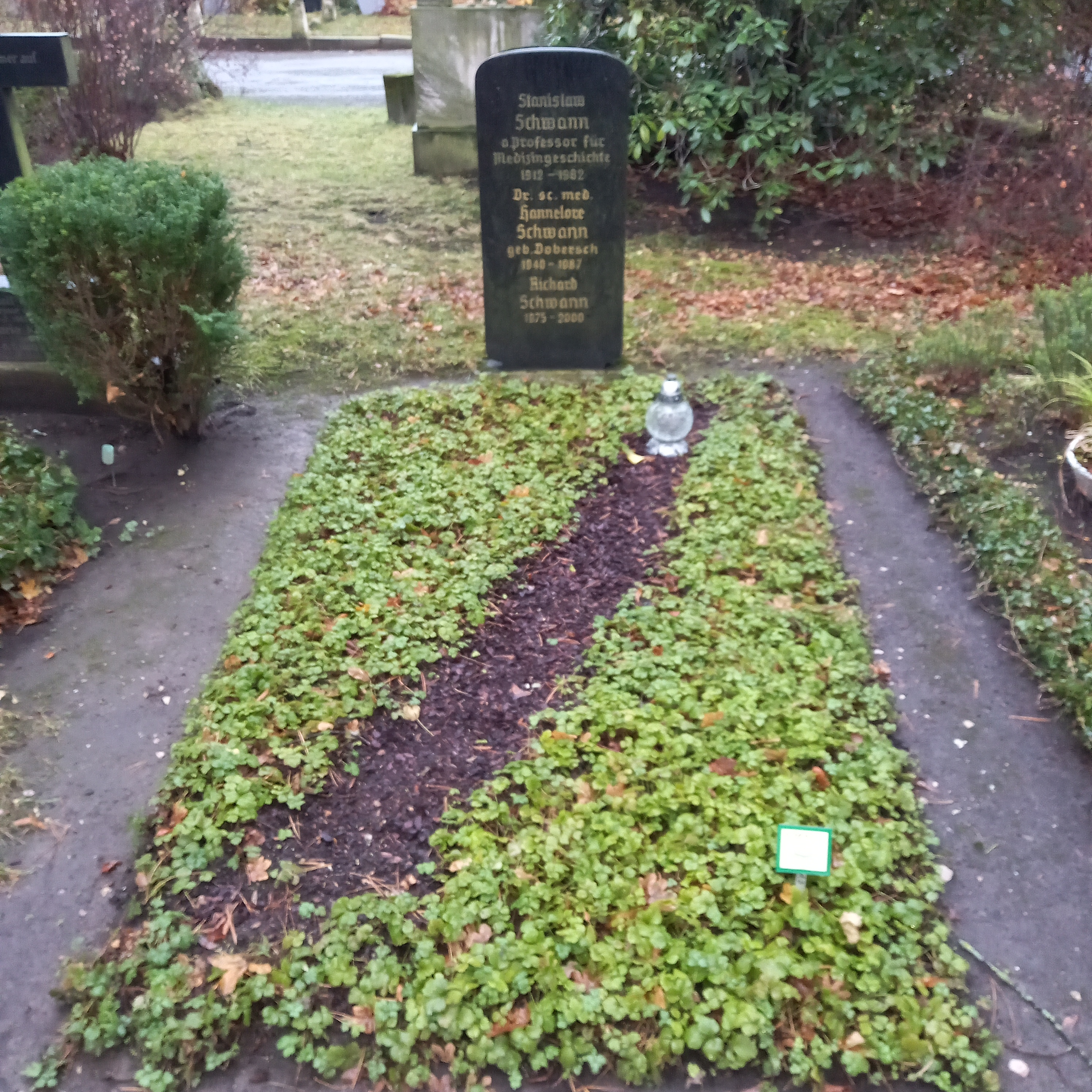
Grób na Cmentarzu południowym w Lipsku

W Instytucie im. Sudhoffa Stanisław Schwann prowadził kurs „medycyna i społeczeństwo” i angażował się w organizację nauczania historii medycyny, a później również historii innych nauk przyrodniczych. W roku 1967 otrzymał stanowisko kierownika działu, poświęconego historii medycyny, a w roku 1969 – dyrektora Instytutu. Rozwijając nauczanie historii medycyny kładł główny nacisk na historię medycyny społecznej i medycyny pracy (współpracował z Centralnym Instytutem Medycyny Pracy w Berlinie). Analizował związki medycyny w krajach Europy Wschodniej (Węgry, Niemcy, Polska, Rosja) i w Niemczech (we współpracy ze specjalistami m.in. z Rumunii i Polski).
Od roku 1976 zajmował stanowisko profesora zwyczajnego (prowadził również wykłady gościnne poza NRD). Po przejściu na emeryturę w roku 1977 od roku 1981 wykładał na Uniwersytecie Fryderyka Schillera w Jenie.
Był członkiem i członkiem zarządu Towarzystwa Historii Medycyny NRD, członkiem honorowym Rumuńskiego Towarzystwa Historii Medycyny, Societas Jablonoviana w Lipsku.
Zmarł w roku 1982 w Lipsku. Został pochowany na cmentarzu Südfriedhof.

## Tematyka pracy naukowej

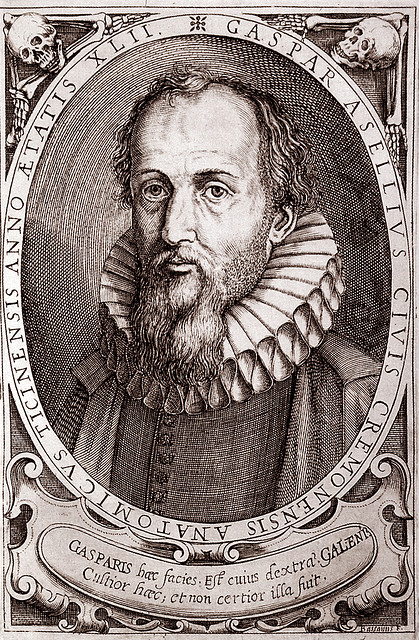
Włoski lekarz Gaspare Aselli (ok. 1581–1626), autor „De lactibus sive lacteis venis”

Stanisław Schwann zajmował się problemami finansowania przedsiębiorstw (zwłaszcza transportowych) – w warunkach współczesnych i w przeszłości. Interesował się również m.in. problemami kształcenie medycznego na Pomorzu w XVII i XVIII w., historią bibliotek szczecińskich, historią dermatologii polskiej i światowej w okresie Odrodzenia, chorobami zawodowymi w Polsce w XVIII i XIX w., lekarzami polskimi z XVIII w., rumuńską służbą zdrowia w XIX w., chorobą Lenina i przebiegiem jego leczenia w Lipsku.
Zajmował się ponadto analizą tekstów Marksa i Engelsa, m.in. treścią korespondencji Karola Marksa do wrocławskiej „Neue Oder-Zeitung” i jego nieopublikowanych notatek dotyczących Rumunów („Karl Marx – însemnări despre”).

## Publikacje
Stanisław Schwann jest autorem lub współautorem kilku wydawnictw zwartych oraz ponad 100 artykułów naukowych w językach polskim, niemieckim, rumuńskim i rosyjskim, w tym m.in.:
- 1956 – Finanse przedsiębiorstw transportu wodno-śródlądowego (wsp. z Rudolfem Flakiem)[15][16]
- 1956–1957 – Finanse przedsiębiorstw transportu drogowego (tom I i II, wsp. z Lesławem Swatlerem)[17][18]
- 1957? – Polnische Dermatologen in Zeitalter der Renaissance (wsp. Jadwiga Schwann)[19]
- 1957 – artykuły nt. stosunków pomiędzy budżetem państwowym a przedsiębiorstwami kolejowymi w Prusach w XIX w. („Przegląd Zachodni”, nr 4)[20] i we Francji („Zeszyty Naukowe Politechniki Szczecińskiej”, nr 25).
- 1959 – Janusz Abraham Gehema (1648–1715)[21] (Jan Abraham von Gehema, związany z historią medycyny w Gdańsku i Królewcu)
- 1960 – Rudolf Virchow o dziejach Pomorza[22]
- 1965 – O chorobach zawodowych w polskim piśmiennictwie medycznym w XVIII i na początku XIX wieku[23]
- 1966 – Descriptio Paedagogii Stettinensis 1573[24]
- 1975 – Die Anfänge der Arbeitsmedizin in Polen[25]

Był również redaktorem przedruku pracy pt. De lactibus sive lacteis venis (Gaspare Aselli, 1627), wydanego w Lipsku w roku 1968.

## Życie rodzinne
Stanisław Schwann ożenił się po raz pierwszy w roku 1946. Jego pierwszą żoną była prawniczka, Helena Popescul (1910–1950). Mieli dwóch synów: Andrzeja (ur. 1947, inżynier chemik) i Piotra (ur. 1950, informatyk). Druga żona (1951–1966), Jadwiga Pawłowska, była dermatologiem – współautorką pracy „Polnische Dermatologen in Zeitalter der Renaissance” (mieli córkę Ewę, 1953–1965). W roku 1971 poślubił Hannelore Dobersch (1940–1987), z zawodu lekarkę-laryngolog, później docent historii medycyny w Instytucie Karola Sudhoffa. Z tego małżeństwa miał dwóch synów (Paul, ur. 1973, i Richard, ur. 1975).